# Ault Wharrie
Ault Wharrie ist eine Villa in der schottischen Kleinstadt Dunblane in der Council Area Stirling. 1985 wurde das Bauwerk in die schottischen Denkmallisten in der höchsten Denkmalkategorie A aufgenommen.

## Geschichte
Die Villa wurde im Jahre 1900 für den Geschäftsmann J. B. Stewart, Miteigentümer des Unternehmens Stewarts & Lloyds, erbaut. Für den Entwurf zeichnet der schottische Architekt George Henry Walton verantwortlich. Später wurde Ault Wharrie überarbeitet. Die aus Perth stammende Familie Pullar erwarb die Villa im Laufe des Jahrhunderts. Später beherbergte Ault Wharrie ein Pflegeheim. Nachdem das Pflegeheim ein neues Gebäude auf dem Anwesen bezogen hatte, stand die Villa seit spätestens 2001 leer. 2008 wurde sie in das Register gefährdeter denkmalgeschützter Bauwerke in Schottland aufgenommen. 2012 wurde ihr Zustand jedoch als verhältnismäßig gut bei geringer Gefährdung eingestuft. 2015 wurde einem Antrag die Villa im Zuge einer Restaurierung in zwei Wohneinheiten zu unterteilen und neuere Anbauten abzubrechen stattgegeben.

## Beschreibung
Ault Wharrie steht am Waldrand am Südostrand von Dunblane. Von dem bedeutenden Architekten George Walton entworfen, ist die Villa im Stile der Glasgow School gestaltet. Ihr Mauerwerk besteht aus rotem Backstein mit abgesetzten Sandsteindetails. Die asymmetrisch aufgebaute Villa ist im Wesentlichen dreistöckig mit heraustretenden zweistöckigen Gebäudeteilen. Von wesentlicher Bedeutung ist Waltons Innenausstattung. Hierzu zählt die hochwertige Holzvertäfelung ebenso wie Treppenaufgänge mit gefasten Balustern. Der offene Kamin im Wohnzimmer ist mit einem schlichten Fries gestaltet. Es handelt sich um Waltons ersten Entwurf eines Wohnzimmers, das kein durchgängiges Muster aufweist. Die speziell entworfenen Einbaumöbel sind mit Glaselementen und oktogonalen Säulen gestaltet.